# Нортом (город, Миннесота)
Нортом (англ. Northome) — город в округе Кучичинг, штат Миннесота, США. На площади 4,9 км² (3,9 км² — суша, 1 км² — вода), согласно переписи 2002 года, проживают 230 человек. Плотность населения составляет 58,4 чел./км².
- Телефонный код города — 218
- Почтовый индекс — 56661
- FIPS-код города — 27-47122[1]
- GNIS-идентификатор — 0657633[2]